# Аледин Јахија
Аледин Јахија (26. септембар 1981. у Колому, Француска) је професионални фудбалер и репрезентативац Туниса, члан француског клуба Сент Етјен. Игра на позицији одбрамбеног играча. 
Наступио је за репрезентацију Туниса на Светском првенству у фудбалу 2006. у Немачкој. Тренутно наступа за француски Кан.